# Hillsdale (Illinois)
Hillsdale est un village situé au nord-est du comté de Rock Island dans l'Illinois, aux États-Unis. Le village est incorporé le 19 février 1951.

## Démographie
Lors du recensement de 2010, le village comptait une population de 523 habitants. Elle est estimée, en 2016, à 505 habitants.

### Source de la traduction
- (en) Cet article est partiellement ou en totalité issu de l’article de Wikipédia en anglais intitulé « Hillsdale, Illinois » (voir la liste des auteurs).